# Hoyt Bohannon
Hoyt H. Bohannon (* 22. Mai 1918 in Daytona Beach, Florida; † 17. Dezember 1990 in North Hollywood, Kalifornien) war ein US-amerikanischer Jazz- und Studiomusiker (Posaune, Arrangement, auch Trompete).

## Leben und Wirken
Bohannon wuchs in Kalifornien auf und arbeitete in den frühen 1940er-Jahren als Posaunist (und gelegentlicher Trompeter) im Orchester von Harry James. Ab 1941 leistete er den Militärdienst beim Army Air Corps ab, wo er im Air Corps Orchester spielte. Nach seiner Entlassung arbeitete er bei Paul Whiteman und als Studiomusiker bei Warner Bros.; ab 1944 spielte er daneben in den Bands von Al Lerner, Benny Goodman, Artie Shaw, Buddy Baker, Jerry Gray, Woody Herman, Neal Hefti. Freddie Slack.  Des Weiteren begleitete er Vokalisten wie Frances Wayne, Kay Starr, Billy Eckstine, Peggy Lee, Frank Sinatra und Mildred Bailey.
Später arbeitete er als freischaffender Musiker sowohl für das Fernsehen als auch für Sinfonieorchester (wie während der 1960er und 1970er Jahre für das Glendale Symphony Orchestra). In den 1950er- bis in die frühen 1970er-Jahre war er zudem an Aufnahmen von Louis Bellson (Skin Deep), Benny Carter (Cosmopolite, 1954), Buddy DeFranco, Ray Anthony, John Pisano, Maxwell Davis, Earl Bostic, Henry Mancini, Dave Pell, Frank Capp, Earl Hines und Tutti Camarata beteiligt. Im Bereich des Jazz war er zwischen 1941 und 1972 an 129 Aufnahmesessions beteiligt. In seinem Haus in North Hollywood spielte er regelmäßig mit anderen Posaunisten aus den Studios eigene Arrangements und Werke von Tommy Pederson (Hoyt’s Garage); daraus hervorging Hoyt Bohannon’s Trombone Symphony, eine Rundfunkproduktion aus dem Jahr 1973.